# Magyar földre
A Magyar Földre FankaDeli (polgári nevén Kőházy Ferenc) hiphopelőadó 12. megjelent stúdióalbuma. A lemezen a hazafiasságra fordítja a hangsúlyt, ezért eltérő korábbi kiadványaitól. A felvételek 2008–2009-ben készültek FankaDeli otthoni stúdiójában, a NightChild Root Studióban. Egyetlen közreműködő hangja hallható a lemezen, aki Mr.Busta.

## Számlista
| Magyar földre                |
| ---------------------------- |
| 01. Előre                    |
| 02. Az én utam               |
| 03. 2009                     |
| 04. A pad                    |
| 05. Az aktámban              |
| 06. Apáink véréből           |
| 07. Napok felett, idők alatt |
| 08. Sötét erdő               |
| 09. A rezervátum himnusza    |
| 10. Magyar földre            |
| 11. Az éjszaka gyermeke      |
| 12. Nem alkuszom             |
| 13. Áldd meg a magyart       |
| 14. November 1.              |
| 15. Egyszerűen magyar        |
| 16. Palackposta              |
| 17. Magyar rendőr velünk van |
| 18. Mindig hinni kell        |
| 19. Köszönöm                 |